# Lorenzo de la Maza y Quintanilla
Lorenzo de la Maza y Quintanilla (Penagos, España; 13 de diciembre de 1770-Los Ángeles, Chile; 23 de junio de 1833) fue un militar español, que se avecindó en Chile como coronel de milicias realista.
Fue hijo de Juan Antonio de la Maza y Martínez, y de María Francisca de Quintanilla y Liaño. Contrajo matrimonio con María Antonia de Mier y Jibaja, hija de Joaquín Fernández de Mier y Santiago, y de Josefa de Jibaja y Sánchez de Valdebenito. María Antonia, a su vez, fue hermana de Manuel de Mier y Jibaja, quien fuera alcalde y regidor de la ciudad de Los Ángeles.
Se embarcó hacia Chile en la fragata Purísima Concepción en marzo de 1790 en el puerto de Vigo, Galicia, junto con su primo Juan José Ramón de la Maza y Quintana; llegando ambos a Montevideo, Uruguay, el 26 de mayo de 1790. Pasó a Chile por el paso de Mendoza hasta Santiago.[cita requerida]
Entre 1790 y 1803 se situó en Concepción junto con su tío Juan de Quintana; finalmente se estableció en 1804 en Los Ángeles, donde fue nombrado alcalde y procurador general de la ciudad. Entrada la Independencia de Chile y como coronel realista se adentró a la Isla de Chiloé para formar un bastión de resistencia junto a su pariente Antonio de Quintanilla.[cita requerida]